# Racconti di Sebastopoli
I racconti di Sebastopoli (titolo orig. in lingua russa pre-riforma: Севастопольскіе разсказы [Sevastópolʹskiye razskázy]; in russo post-riforma: Севастопольские рассказы [Sevastópolʹskiye rasskázy]) sono tre racconti di Lev Tolstoj, composti per registrare le sue esperienze durante l'Assedio di Sebastopoli (1854-1855), avvenuto nel contesto della Guerra di Crimea, pubblicati separatamente fra il 1855 e il 1856.
Questi brevi schizzi formarono la base di alcuni episodi poi riutilizzati per il suo capolavoro, il romanzo storico Guerra e pace.

## Tema
Nel primo racconto Tolstoj usa la seconda persona plurale per introdurre la vita nella città. Il quadro crudo e drammatico della realtà di un fatto d'arme, l'assedio della famosa fortezza, è quello dell'autore in presa diretta: fu Tolstoj stesso a chiedere, verso la fine del 1854, di poter partecipare a quella decisiva battaglia, impressa in alcune scene memorabili. Entrato nel servizio militare nel 1852, al principio del 1854 fu trasferito nell'esercito del Danubio, vivendo come combattente valoroso le sue impressioni da assediato.
Fissato a dicembre, il primo quadro introduce il clima, l'ambientazione, i comportamenti e il retroscena dei due schizzi seguenti, come quando si riferisce ai nemici, i francesi e i britannici, ma curiosamente compaiono solo i primi.
Tolstoj analizza l'assurdità e la vanità della guerra e la presenza fuorviante di umanismo nelle tregue (fuorviante perché i paesi vanno continuamente in guerra con un altro nonostante le tregue passate). Alla fine del secondo racconto in particolare l'autore dichiara che i personaggi non sono eroi e non sono totalmente buoni e non sono totalmente cattivi, ma che il vero eroe della storia è la verità.

## Racconti
- Sebastopoli nel dicembre dell'anno 1854 (in russo Севастополь в декабре месяце?, Sevastopol’ v dekabre mesâce)
- Sebastopoli nel maggio dell'anno 1855 (in russo Севастополь в мае?, Sevastopol’ v mae)
- Sebastopoli nell'agosto dell'anno 1855 (in russo Севастополь в августе 1855 года?, Sevastopol’ v avguste 1855 goda)

## Edizioni italiane
- Sebastopoli, trad. e note di Enrichetta Carafa Capecelatro duchessa d'Andria, Torino, Slavia, 1929; Milano, Longanesi, 1941.
- I racconti di Sebastopoli, trad. di Giovanni Faccioli, Collana BUR, Milano, Rizzoli, 1953; Introduzione di Eridano Bazzarelli, Collana I Classici della Bur, Milano, BUR, 1987.
- Racconti di Sebastopoli, trad. di Vittoria De Gavardo, Introduzione di Valentino Gambi, Collana Maestri n.1, Edizioni Paoline, 1956.
- Sebastopoli, trad. di Agostino Villa, Biblioteca Moderna, Milano, Arnoldo Mondadori Editore, 1958.
- in Lev Tolstòj, Tutti i racconti, vol. I, trad. di Bruno Osimo, commento e note a cura di Igor Sibaldi, Collana I Meridiani, Milano, Mondadori, 1991, pp.1180-85, ISBN 88-04-34454-7.
  - I racconti di Sebastopoli, Introduzione di Igor Sibaldi, Collana Oscar Classici n.261, Milano, Mondadori, 1993.
- I racconti di Sebastopoli, trad. e note di Vittorio Tomelleri, Introduzione di Serena Vitale, Prefazione di Fausto Malcovati, Collana I grandi libri, Milano, Garzanti, 1995, ISBN 978-88-113-6564-8.
- Racconti di Sebastopoli, traduzione di Leonardo Marcello Pignataro, Prefazione di Alessandro Barbero, Collana Sirin, Roma, Voland, 2024, ISBN 978-88-624-3559-8.